# Иоанн IX Агапит
Иоанн IX Агапит (ум. 1134) — константинопольский патриарх (24 мая 1111 — 1134).

## Биография
Родился будущий патриарх Иоанн IX Агапит в Халкидоне. Когда он вырос, его рукоположили в диаконы, для служения при Великой Церкви. Вместе с тем он занимал должность иеромнимона.
24 мая 1111 года был возведен на патриаршую кафедру Константинополя.
Во время правления Иоанна IX Агапита возник спор вокруг учения митрополита Евстратия Никейского, который высказывал различные предположения о человеческой природе Христа. Евстратий даже написал 2 трактата, в которых для доказательства своих идей, приводил отрывки из сочинений Кирилла Александрийского. 26 апреля 1117 года патриарх Иоанн IX возглавил архиерейский собор в Константинополе. На соборе митрополит Евстафий отказался от своих мыслей и просил у собора прощение за свое незнание. Сочинения Евстафия были сожжены. Патриарх решил не лишать Евстафия сана, однако же запретил ему в служении до времени проведения следующего собора.
В 1134 году патриарх Иоанн IX Агапит умер.

## Труды
Иоанну IX Агапиту приписывается книга «Константинопольский патриарший гомилиарий», в которой собраны различные проповеди.

## Пямять
Иоанн IX Агапит почитается в православной церкви в лике святителей. Память празднуется 18 июля.